# Söderköpings kommun
58°28′49″N 16°19′21″Ø / 58.48028°N 16.32250°Ø
Söderköping er en kommune i det svenske län Östergötlands län. Kommunens administration ligger i byen Söderköping. Gøta kanalen og Söderköpingsån løber gennem kommunen, på en strækning næsten parallelt, før de mod øst løber ud i Slätbaken der er en havbugt i Østersøen. 

## Byer
Söderköping kommune har fem byer.
I tabellen opgives antal indbyggere per 31. december 2005
| #  | By           | Indbyggere |
| -- | ------------ | ---------- |
| 1. | Söderköping  | 6.951      |
| 2. | Västra Husby | 518        |
| 3. | Östra Ryd    | 455        |
| 4. | Mogata       | 308        |
| 5. | Snöveltorp   | 299        |

## Eksterne kilder og henvisninger
1. ↑  ”Folkmängd i riket, län och kommuner 31 mars 2013 och befolkningsförändringar 1 januari - 31 mars 2013” Statistiska centralbyrån. Læst 13 maj 2013.